# Budel-Schoot
Budel-Schoot is een dorp in de gemeente Cranendonck, in de Nederlandse provincie Noord-Brabant. Budel-Schoot ligt aan de grens bij de Belgische stad Hamont-Achel.

## Etymologie
´Schoot´ betekent: Zoom van akkers langs de rand van de heide.

## Geschiedenis
Het dorp Budel-Schoot is ontstaan uit de samensmelting van twee buurtschappen van Budel, namelijk Groot-Schoot en Klein-Schoot. Deze buurtschappen, die een hechte agrarische gemeenschap vormden, bleven klein. In 1880 ging het om slechts 27 mensen. De aanleg van de Zuid-Willemsvaart in 1826, maar vooral de aanleg van de spoorweg, de ´Grand Central Belge´ of IJzeren Rijn, in 1879, zorgden voor een stroomversnelling. Er kwam een groot stationsgebouw met douanefaciliteiten, een emplacement. Het station ´Schoot´ werd al spoedig aangevuld met cafés, winkels, een hotel en dergelijke. Er volgden verharde wegen. Omstreeks 1892 werd in de nabijheid de Budelse zinkfabriek gebouwd, waardoor verdere groei plaatsvond.
In 1906 werd een school gebouwd, terwijl Budel-Schoot in 1908 een eigen kerkje kreeg. In 1917 stichtte men een eigen parochie, en in 1930 werd de huidige kerk ingewijd.

## Bezienswaardigheden

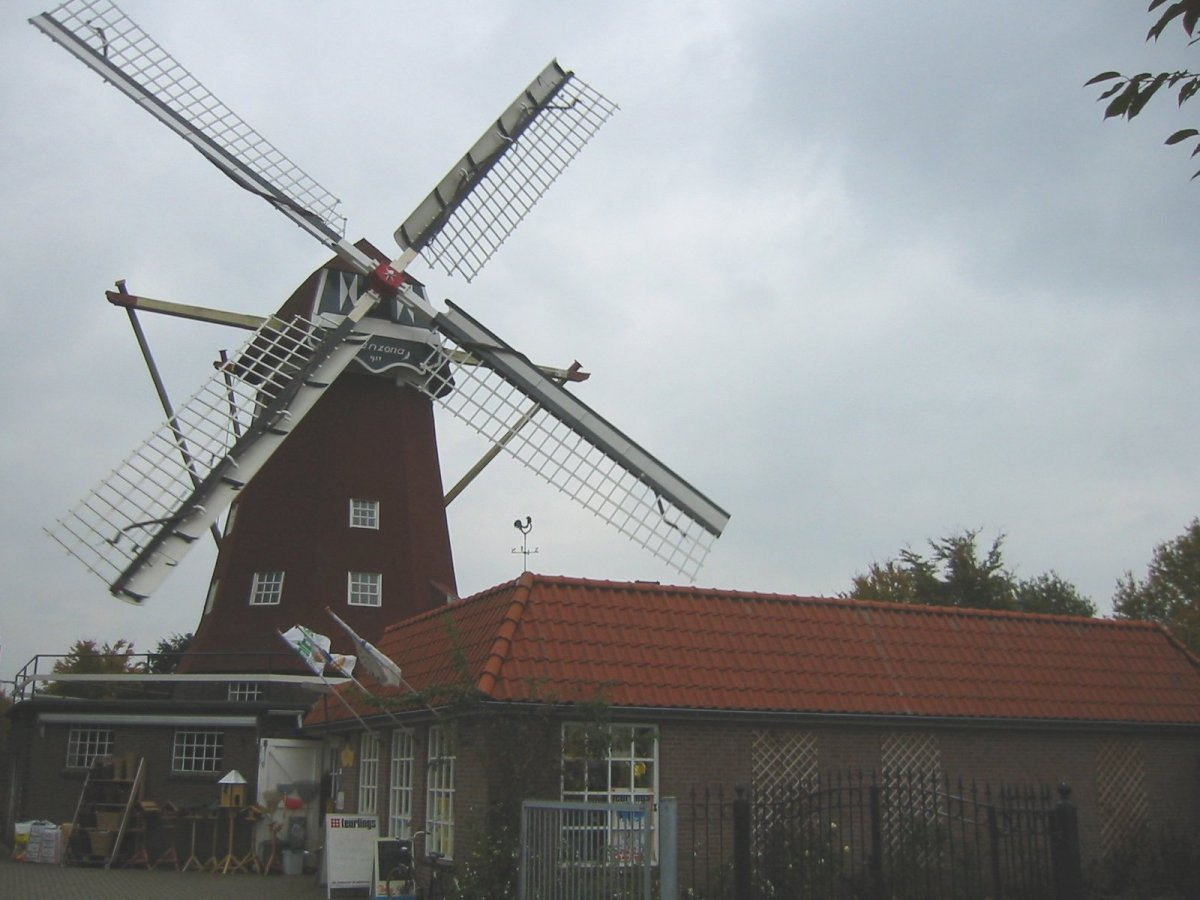
Windmolen Janzona

- Windmolen Janzona. Dit is een achtkantige houten beltkorenmolen uit 1802 die in 1937 van Venlo naar Budel-Schoot werd overgebracht. Enkele onderdelen, zoals het gestroomlijnde wiekenkruis, kwamen van elders. Het achtkantige magazijn, waarop de molen werd gebouwd, werd gemetseld op de fundamenten van zijn voorganger, de ´Poelsnip´. Het was de laatste windmolen in Nederland die om economische redenen werd opgebouwd. Tijdens de Bevrijding in 1944 werd er door de Engelsen een wiek afgeschoten. In 1946 kwam er een elektrische maalinstallatie in de molen, en draaiden de wieken steeds minder. Ze kreeg een opknapbeurt in 1960 en werd bovendien een Rijksmonument. Na een restauratie in 1980 was de molen weer bedrijfsklaar. De naam ´Janzona´ betekent: ´Janssen en Zonen´.

De ´Janzona´ had diverse voorgangers: De standerdmolen in de buurtschap Oude-Molen werd al in 1341 genoemd. Deze brandde af in 1921. Ter vervanging werd in de Zaanstreek de oliemolen ´De Poelsnip´ gekocht, die in Budel-Schoot werd opgebouwd. Deze heeft diverse eigenaars gekend, maar ze brandde in 1936 af, waarschijnlijk omdat ze was aangestoken door smokkelaars, bij wijze van afleidingsmanoeuvre.
- Kerk O.L.V. Visitatie en H. Antonius van Padua. Deze neogotische katholieke kerk werd ontworpen door architect J. Fransen en ze is ingewijd in 1930.

- Een boerderij van het Krukhuistype uit omstreeks 1800 te Klein-Schoot. Hier werd vroeger witbier gebrouwen. Deze brouwerij was al actief in de 18e eeuw. De boerderij is enkele jaren geleden afgebroken en volgens het oude grondplan weer opgebouwd. Voor de boerderij heeft een oude linde gestaan. Volgens de overlevering zou hieronder nog de Heilige Servatius gepredikt hebben, maar dat is onwaarschijnlijk.

## Natuur en landschap
Budel-Schoot wordt omringd door landbouwgebied. Ten noorden ligt de kom van Budel en ten westen die van Hamont. In het oosten vindt men de Budelerbergen.

## Nabijgelegen kernen
Budel, Hamont, Budel-Dorplein

## Afkomstig uit Budel-Schoot
- John Bogers (profwielrenner bij Roland en Skala, deelnemer aan Tour de France 1987)
- Rober van der Vin (profwielrenner bij Panasonic)
- Loek Chatrou (profvoetballer bij PSV, Roda JC, Helmond Sport)
- Frank van Leeuwen (tv-presentator WNL)